# Ellsinore
Ellsinore – miasto w Stanach Zjednoczonych, w stanie Missouri, w hrabstwie Carter.